# Kowaliwka (obwód żytomierski)
Kowaliwka (ukr. Ковалівка) – wieś na Ukrainie, w obwodzie żytomierskim, w rejonie olewskim, nad Uborcią. W 2001 roku liczyła 179 mieszkańców.